# Виборчий округ 70
Виборчий округ 70 — виборчий округ в Закарпатській області. В сучасному вигляді був утворений 28 квітня 2012 постановою ЦВК № 82 (до цього моменту існувала інша система виборчих округів). Окружна виборча комісія цього округу розташовується в Свалявському районному будинку культури за адресою м. Свалява, вул. Головна, 72.
До складу округу входять Великоберезнянський, Воловецький, Міжгірський, Перечинський, Свалявський райони та частина Мукачівського району (все що на північний схід від міста Мукачево). Виборчий округ 70 межує з округом 125 на півночі, з округом 86 на північному сході, з округом 72 на південному сході, з округом 71 і округом 69 на півдні, з округом 68 і округом 69 на південному заході та обмежений державним кордоном зі Словаччиною на заході і з Польщею на північному заході. Виборчий округ № 70 складається з виборчих дільниць під номерами 210037-210075, 210141-210167, 210229-210302, 210331, 210340-210342, 210346, 210366-210397, 210440-210473 та 210807.

## Народні депутати від округу
| Ім'я                    | Фото | Партія          | Скликання | Дата набуття повноважень | Дата припинення повноважень |
| ----------------------- | ---- | --------------- | --------- | ------------------------ | --------------------------- |
| Ланьо Михайло Іванович  |      | Партія регіонів | 7-ме      | 12 грудня 2012           | 27 листопада 2014           |
| Ланьо Михайло Іванович  |      | самовисуванець  | 8-ме      | 27 листопада 2014        | 29 серпня 2019              |
| Лаба Михайло Михайлович |      | Слуга народу    | 9-те      | 29 серпня 2019           |                             |

## Результати виборів

### Парламентські

#### 2019
Кандидати-мажоритарники:
- Лаба Михайло Михайлович (Слуга народу)
- Дрогобецький Іван Іванович (Опозиційна платформа — За життя)
- Щур Василь Михайлович (самовисування)
- Балога Іван Іванович (1966 р.н.) (Єдиний центр)
- Кеменяш Олександр Михайлович (Батьківщина)
- Балога Іван Іванович (1951 р.н.) (самовисування)
- Павлов Павло Павлович (самовисування)
- Соломко Олександр Олексійович (самовисування)
- Чумак Володимир Вікторович (Європейська Солідарність)
- Штулер Іван Федорович (Свобода)
- Гайдур Юрій Антонович (Патріот)
- Шкирта Іван Іванович (самовисування)
- Церковник Роман Степанович (самовисування)

#### 2014
Кандидати-мажоритарники:
- Ланьо Михайло Іванович (самовисування)
- Курах Іван Ілліч (Батьківщина)
- Грига Юрій Юрійович (самовисування)
- Чурей Василь Іванович (Сильна Україна)
- Чундак Маріанна Володимирівна (самовисування)
- Гармасій Ірина Михайлівна (самовисування)
- Канюк Василь Михайлович (самовисування)
- Гуцал Василь Васильович (Радикальна партія)
- Туркевич Орест Богданович (самовисування)

#### 2012
Кандидати-мажоритарники:
- Ланьо Михайло Іванович (Партія регіонів)
- Кеменяш Олександр Михайлович (Батьківщина)
- Алексій Володимир Миколайович (Комуністична партія України)

## Явка
Явка виборців на окрузі: